# Guglielmo Sanfelice d'Acquavella
Guglielmo Sanfelice d'Acquavella (né le 14 avril 1834 à Aversa et mort le 3 janvier 1897 à Naples) est un cardinal italien de la fin du XIXe siècle. Il est membre de l'ordre des bénédictins.

## Biographie
Il entre à l'âge de vingt ans chez les bénédictins de l'abbaye territoriale de la Très-Sainte-Trinité de Cava de' Tirreni, où il est ordonné prêtre deux ans plus tard, le 15 mars 1857. Il est prieur et provicaire de l'abbaye et enseigne les lettres grecques et latines. 
Guglielmo Sanfelice d'Acquavella est fait archevêque de Naples en 1878. Le pape Léon XIII le crée cardinal au consistoire du 24 mars 1884.

## Succession apostolique
Guglielmo Sanfelice d'Acquavella a ordonné les évêques suivants :
- Évêque Domenico Cocchia, O.F.M.Cap. (1884)
- Évêque Filippo Degni di Salento (1886)
- Évêque Giuseppe Izzo (1889)
- Archevêque Gennaro Cosenza (de) (1890)
- Évêque Ernesto Angiulli (de) (1894)